# Archichlora pavonina
Archichlora pavonina là một loài bướm đêm trong họ Geometridae.